# Rutricha Phapakithi
Rutricha Phapakithi (tiếng Thái: รัตท์ริชา ประภากิติ; sinh ngày 23 tháng 9 năm 1999) tên gốc Apichaya Saejung, còn có nghệ danh là Ciize (ไซซี),  là một ca sĩ và diễn viên người Thái Lan trực thuộc GMMTV. Cô được biết đến qua các vai diễn trong YOUniverse (2018), Boy For Rent (2019), The Comments (2021), 23.5 (2024) và Pluto (2024). Cô cũng là thành viên của nhóm nhạc nữ T-Pop SIZZY, cùng với Ramida Jiranorraphat (Jane), Ployshompoo Supasap (Jan) và Sarunchana Apisamaimongkol (Aye), nhóm nhạc chính thức tan rã vào tháng 10 năm 2024.

## Đời tư
Ciize sinh ngày 23 tháng 9 năm 1999 tại Bangkok, Thái Lan. Cô tốt nghiệp trung học từ Trường Satriwitthaya 2 và đã hoàn thành bằng cử nhân tại Trường Cao đẳng Quốc tế Trung Quốc, Đại học Bangkok. Cô có một thương hiệu tên là Madly Dizzy cùng với các thành viên SIZZY khác chuyên bán mũ, nước rửa tay và túi tote.

## Sự nghiệp
Năm 2015, Rutricha ra mắt diễn xuất với bộ phim truyền hình Wonder Teacher , trong đó cô đóng vai phụ Cherry. Sau đó, cô tiếp tục đóng vai chính và vai phụ trong một số bộ phim truyền hình. Trong khi đó, cô đã ký hợp đồng với GMMTV và ra mắt với tư cách là một thần tượng dưới của nhóm Sizzy (trước đây gọi là Sissy) vào tháng 11 năm 2019, trước khi họ chính thức tan rã vào tháng 10 năm 2024.

## Danh sách phim

### Phim bộ
| Năm  | Tựa đề                             | Vai                        | Vai trò   | Đài                  |
| ---- | ---------------------------------- | -------------------------- | --------- | -------------------- |
| 2015 | Wonder Teacher                     | Cherry                     | Nữ phụ    | One 31               |
| 2016 | Kiss the Series                    | May                        | Nữ phụ    | GMM 25               |
| 2016 | Lovey Dovey                        | Koi                        | Nữ phụ    | One 31               |
| 2017 | Water Boyy: The Series             | Namkhaeng                  | Nữ phụ    | GMM 25               |
| 2017 | My Dear Loser: Edge of 17          | Mochi                      | Nữ phụ    | GMM 25               |
| 2017 | Teenage Mom: The Series            | Mint                       | Nữ phụ    | LINE TV One HD       |
| 2018 | YOUniverse                         | Nik                        | Nữ chính  | LINE TV GMM 25       |
| 2018 | 'Cause You're My Boy               | Ching                      | Nữ phụ    | One 31               |
| 2019 | Boy For Rent                       | Onnie                      | Nữ phụ    | One 31               |
| 2019 | A Gift to the People You Hate      | Namfon                     | Khách mời | One 31               |
| 2020 | Who Are You                        | Lyla Rojkija               | Nữ phụ    | GMM 25               |
| 2020 | Tonhon Chonlatee                   | Pang                       | Nữ phụ    | GMM 25 AIS Play      |
| 2020 | Kadee Rak Kham Pop                 |                            | Nữ phụ    | One 31 LINE TV       |
| 2021 | The Prince Who Turns into a Frog   | Thong Hansa                | Nữ phụ    | One 31 Tencent Video |
| 2021 | The Comments                       | "Nan" Thitikarn Kespaiboon | Nữ chính  | GMM 25               |
| 2021 | 46 Days                            | Cin                        | Nữ phụ    | GMM 25 AIS Play      |
| 2021 | รักวุ่นวายเจ้าชายกบ                    |                            | Nữ phụ    | One 31               |
| 2022 | Star & Sky: Star in My Mind        | Tingting                   | Nữ phụ    | GMM 25               |
| 2022 | Mama Gogo                          | Fifa                       | Nữ phụ    | GMM 25               |
| 2022 | The Warp Effect                    | Liu                        | Nữ phụ    | GMM 25               |
| 2024 | Beauty Newbie                      | Milin                      | Khách mời | GMM 25               |
| 2024 | 23.5                               | Alpha                      | Nữ phụ    | GMM 25               |
| 2024 | We Are                             | Fai                        | Nữ phụ    | GMM 25               |
| 2024 | Pluto                              | Pang                       | Nữ phụ    | GMM 25               |
| 2024 | Thame - Po Heart That Skips a Beat | Baifern                    | Nữ phụ    | GMM 25               |

### Chương trình tạp kỹ
| Năm  | Tựa đề                                      | Vai trò            | Ghi chú                       |
| ---- | ------------------------------------------- | ------------------ | ----------------------------- |
| 2001 | Family Feud Thailand                        | Khách mời          | Tập 711, 788                  |
| 2017 | Q&A with Admin                              | Khách mời          | Tập 6                         |
| 2018 | School Rangers                              | Khách mời          | Tập 135-136, 169-170, 247-248 |
| 2018 | Yai & the Grandsons                         | Khách mời          | Tập 11-14                     |
| 2019 | Arm Share                                   | Khách mời          | Tập 12, 27, 46, 129           |
| 2020 | Talk with Toey                              | Khách mời          | Tập 37                        |
| 2020 | Come & Join Gun                             | Khách mời          | Tập 4                         |
| 2020 | Share Loma                                  | Khách mời          | Tập 16                        |
| 2020 | LogLog                                      | Khách mời          | Tập 17                        |
| 2020 | Swap, Swop, Swap!!                          | Khách mời          | Tập 8                         |
| 2020 | Two Tigers                                  | Khách mời          | Tập 10                        |
| 2021 | Krahai Lao                                  | Khách mời          | Tập 17                        |
| 2022 | Once Upon a Time with Tay Tawan by Lactasoy | Khách mời          | Tập 7                         |
| 2022 | 10 Fight 10 Season 3                        | Khách mời          | (Ep. 3)                       |
| 2023 | Kratai Tuen Ru                              | Thành viên cố định |                               |

### Chương trình truyền hình
| Năm       | Tiêu đề   | Đài    | Ghi chú | Tham khảo |
| --------- | --------- | ------ | ------- | --------- |
| 2018–2019 | #TEAMGIRL | GMM 25 |         |           |

### Video âm nhạc
| Năm  | Tựa                                       | Nghệ sĩ                                          | Tham khảo |
| ---- | ----------------------------------------- | ------------------------------------------------ | --------- |
| 2012 | "คิดถึงได้ไหม"                               | MIN                                              | [ 10 ]    |
| 2017 | "พรุ่งนี้ทุกวัน" (Water Boyy: The Series OST)   | Chatchawit Techarukpong (Victor)                 | [ 11 ]    |
| 2018 | "จักรวาลเธอ" (YOUniverse) (YOUniverse OST) | Korapat Kirdpan (Nanon)                          | [ 12 ]    |
| 2018 | "L.O.V.E." (#PLAY2project)                | Paradox                                          | [ 13 ]    |
| 2019 | "กุหลาบพิษ" (A Gift For Whom You Hate OST)  | Paper Planes x Oui Buddha Bless                  | [ 14 ]    |
| 2023 | "Safe Zone" (The Warp Effect OST)         | Harit Cheewagaroon (Sing)                        | [ 15 ]    |
| 2025 | "แค่เธอไม่รัก" (LOVE LEFT ME BEHIND)         | Rathavit Kijworalak (Plan) ft. NICECNX, MIGBIZZY | [ 16 ]    |
| 2025 | "ผิดแผน" (FOUL)                            | Kantapon Jindataweephol (Offroad) ft. SMEW       | [ 17 ]    |

## Danh sách đĩa nhạc

### OST
| Năm  | Tên bài hát                                               | Hãng đĩa      |
| ---- | --------------------------------------------------------- | ------------- |
| 2022 | "ว่างอยู่ (Available)" (OST Mama Gogo) - với Jan Ployshompoo | GMMTV Records |

### Đĩa đơn

#### Với SIZZY
| Tên bài hát                        | Chi tiết |
| ---------------------------------- | --- |
| ชักช้า(เอิงเอย) (Loading Love)        | - Phát hành: ngày 5 tháng 11 năm 2019 - Đĩa đơn kỹ thuật số đầu tiên và bài hát đầu tay của SIZZY                                                       |
| เปลี่ยนคะแนนเป็นแฟนได้ไหม (LOVE SCORE) | - Phát hành: ngày 5 tháng 8 năm 2020 - Đĩa đơn kỹ thuật số thứ hai của SIZZY - Đĩa đơn này là kết quả của sự hợp tác với Nanon Korapat                  |
| ห้ามใจ (Unstoppable)                | - Phát hành: ngày 29 tháng 6 năm 2021 - Đĩa đơn kỹ thuật số thứ ba của SIZZY - Đĩa đơn này là một OST. 46 Days                                          |
| พิสูจน์ (PROVE IT)                    | - Phát hành: ngày 3 tháng 6 năm 2022 - Đĩa đơn kỹ thuật số thứ tư của SIZZY                                                                             |
| รับผิดชอบใจฉันด้วย (LOVE RESPONSE)     | - Phát hành: ngày 4 tháng 10 năm 2022 - Đĩa đơn kỹ thuật số thứ năm của SIZZY - Đĩa đơn này là kết quả của sự hợp tác với Earth Pirapat và Mix Sahaphap |
| HUI LAY HUI                        | - Phát hành: ngày 19 tháng 12 năm 2023 - Đĩa đơn hợp tác với LYKN được phát hành dưới dạng Bài hát chủ đề GMMTV Starlympic 2023                         |

## Buổi hòa nhạc/Buổi họp mặt người hâm mộ
| Năm  | Tên                                                   | Thời gian                      | Địa điểm                         |
| ---- | ----------------------------------------------------- | ------------------------------ | -------------------------------- |
| 2019 | CHOI JIN HYUK 2020 ASIA TOUR LIVE IN BANKKOK WITH YOU | Ngày 5 tháng 1 năm 2019        | M-Theatre                        |
| 2020 | FANTOPIA 2020                                         | Ngày 21 - 22 tháng 11 năm 2020 | IMPACT Arena                     |
| 2022 | Star In My Mind Final EP                              | Ngày 27 tháng 5 năm 2022       | Siam Paragon                     |
| 2022 | Feel Fan Fun Camping Concert "ปาร์ตี้ รอบกองแฟน"         | Ngày 15 tháng 10 năm 2022      | Union Hall                       |
| 2023 | BELUCA FOURTIVERSE CONCERT                            | Ngày 20 tháng 5 năm 2023       | ROYAL PARAGON HALL               |
| 2023 | Viu Scream Dates 2023                                 | Ngày 10 tháng 10 năm 2023      | Union Hall                       |
| 2023 | Big Mountain Music Festival คร้ังที่ 13                   | Ngày 9-10 tháng 12 năm 2023    | The Ocean Khao Yai               |
| 2024 | "23.5 Lovtitude Final EP. Fan Meeting"                | Ngày 24 tháng 5 năm 2024       | Siam Pavalai Royal Grand Theatre |

## Giải thưởng và đề cử
| Năm  | Giải thưởng     | Hạng mục               | Đề cử                              | Kết quả   | Ghi chú |
| ---- | --------------- | ---------------------- | ---------------------------------- | --------- | ------- |
| 2020 | Zoomdara Awards | Đĩa đơn phổ biến       | "Love Score" (với Korapat Kirdpan) | Đoạt giải | [ 18 ]  |
| 2020 | Kazz Awards     | Nhóm nghệ sĩ nóng bỏng | SIZZY                              | Đề cử     | [ 19 ]  |
| 2021 | Kazz Awards     | Ngôi sao trẻ của năm   | Rutricha Phapakithi                | Đoạt giải | [ 20 ]  |